# Булед (комуна)
Булед (люксемб. Bauschelt, фр. Boulaide, нім. Bauschleiden) — комуна Люксембургу. Входить до складу кантону Вільц в окрузі Дикірх.

## Географія
Площа території комуни становить 32,13 км² (16-е місце за цим показником серед 116 комун Люксембургу).
Висота найвищої точки комуни над рівнем моря складає 487 метрів (30-е місце за цим показником серед комун країни), найнижчої — 319 метрів (110-е місце).

## Демографія
Станом на 2011 рік на території комуни мешкало 964 ос.
Динаміка чисельності населення:

## Адміністративний поділ
До складу комуни входять такі поселення:
| Поселення | Населення за даними переписів: | Населення за даними переписів: | Населення за даними переписів: |
| Поселення | на 31.03.1981                  | на 01.03.1991                  | на 15.02.2001                  |
| --------- | ------------------------------ | ------------------------------ | ------------------------------ |
| Башлайден | 146                            | 159                            | 176                            |
| Булед     | 240                            | 287                            | 378                            |
| Сурр      | 147                            | 147                            | 180                            |